# 争取卡宾达飞地解放阵线
争取卡宾达飞地解放阵线（葡萄牙語：Frente para a Libertação do Enclave de Cabinda，缩写为FLEC）是安哥拉卡宾达省的一个政治组织和游击队，致力于争取卡宾达的独立。

## 历史
该组织成立于1963年，由争取卡宾达飞地解放运动、卡宾达民族联盟行动委员会和马永贝民族联盟合并而成。1975年，该组织建立由恩里克斯·蒂亚戈领导的临时政府，并于同年8月1日宣布卡宾达共和国脱离葡萄牙独立，路易斯·兰克·弗兰克任总统；同年11月安哥拉宣布独立后，卡宾达被安哥拉人民解放运动的部队占领。此后，该组织与安哥拉军队进行卡宾达战争，并在刚果（布）黑角和法国巴黎建立流亡政府。后来，该组织分裂为3个派系：争取卡宾达飞地解放阵线—兰克·弗兰克、争取卡宾达飞地解放阵线—恩齐塔和争取卡宾达飞地解放阵线—卢博塔。1977年11月，另一个派系“争取卡宾达解放军事指挥部”建立。1979年6月，争取卡宾达解放武装力量建立另一个组织：争取卡宾达解放人民运动。1980年代，该组织接受安哥拉人民解放运动的对手争取安哥拉彻底独立全国联盟和南非的援助。1988年，卡宾达共产主义委员会脱离该组织。1990年代，另一个派系“争取卡宾达解放民族联盟”建立。1996年，居住在荷兰的卡宾达侨民建立另一个组织：卡宾达国解放阵线。2002年12月，安哥拉武装力量宣布俘虏“争取卡宾达飞地解放阵线—革新”派成员。目前。“争取卡宾达飞地解放阵线—FAC”派仍在从事武装斗争==冲突==
2010年1月8日，准备参加非洲杯的多哥国家足球队在安哥拉遭枪击，造成3死7伤，死者包括大巴司机、一名多哥队助理教练和一名多哥国家队新闻官。1月9日安哥拉社会通讯部长曼努埃尔·拉伯雷宣布，争取卡宾达飞地解放阵线策划了此次恐怖行动。惨剧发生后，非洲足协宣布赛事如期举行，但多哥队9日决定退赛，并正与其它参赛球队商讨，鼓励他们抵制赛事。多哥政府同时决定将“卡宾达解放阵线”列为恐怖组织。
2017年5月8日，争取卡宾达飞地解放阵线宣称对安哥拉武装力量发动一次袭击，造成四人死亡，其中包括一名军官。